# Victoire Babois
 (juillet 2023).
Si vous disposez d'ouvrages ou d'articles de référence ou si vous connaissez des sites web de qualité traitant du thème abordé ici, merci de compléter l'article en donnant les références utiles à sa vérifiabilité et en les liant à la section « Notes et références ».
Marguerite Victoire Babois, née le 6 octobre 1760 à Versailles et décédée le 18 mars 1839 à Paris, est une femme de lettres française, auteure d'élégies et autres poésies qui ont placé son nom au premier rang des poètes élégiaques français. 

## Biographie

### Origines
Fille de Jean-Baptiste Babois et de Marguerite Lapoulide, d'aisés commerçants de Versailles, Victoire Babois naît le 6 octobre 1760. Elle n'a que quinze ans lorsqu'elle perd sa mère. Son père la place alors au couvent où elle ne reçoit qu'une éducation secondaire. Elle en est retirée à vingt ans, pour contracter un mariage de convenance. Elle épouse, en 1780, un officier de fruiterie, Jacques-Nicolas Gosset. L'union n'est pas heureuse. Elle obtient le divorce en 1793 après le décès de leur dernier enfant restant, une petite fille de cinq ans, prénommée Blanche. C'est pour survivre à la mort de sa fille qu'elle se met à écrire, comme elle l'explique dans la première et la seconde préface à son recueil d'Élégies maternelles. Demeuré son recueil le plus connu, c'est par lui qu'elle entre dans l'histoire littéraire de son temps, même si elle est presque totalement oubliée au début du XXe siècle, hormis dans un cercle restreint d'érudits. 
En 1806, elle rencontre le peintre et miniaturiste Jean-Jacques Karpff, dit Casimir de Colmar, lorsqu'il doit séjourner à Versailles et cherche des connaissances pouvant l'accueillir. Il connait le frère de la poétesse et est ainsi hébergé par la famille Babois. Victoire et Casimir ne se quitteront plus, jusqu'au décès de ce dernier en 1829.
Elle est la nièce par alliance du poète Jean-François Ducis qu'elle rencontre après le mariage de sa sœur avec l'un des fils de Ducis.
Elle est la grand-tante du poète, critique littéraire et éditeur Prosper Blanchemain.
La jeune Sophie Ulliac-Trémadeure devient sa voisine et amie en 1813.

### Carrière littéraire
Victoire Babois ne publie pas d'œuvres littéraires avant l'âge de trente ans. D'un caractère modeste et timide, c'est son oncle Ducis qui la poussa à publier . Elle fait paraître ses premières élégies sous forme d'un recueil en 1804/1805, bien qu'elles fussent écrites entre 1792 et 1794, après le décès de sa fille : Élégie sur la mort de sa fille âgée de cinq ans. Ces poésies de deuil eurent un si vif succès dès leur première parution que plusieurs rééditions sont effectuées sur dix ans : trois en 1804/1805, trois en 1810 et trois en 1815, avec une simplification du titre original à partir de 1810, devenant les Élégies maternelles.  
Elle publie aussi un recueil d'Élégies nationales, des recueils de poésies diverses contenant des stances, des chansons ou d'autres formes poétiques, ainsi que deux recueils d'épîtres, l'un d'eux contenant l'épître aux romantiques. Contrairement à ce que l'on en a dit[réf. nécessaire], Victoire Babois ne fut en rien contre le romantisme, qu'elle contribua au contraire à fonder, en renouvelant la poésie élégiaque et en apportant une écriture du deuil. Elle n'attaque pas non plus les romantiques. Elle s'érige seulement contre les mauvaises productions de l'époque et en explique la cause tel un témoin d'un phénomène socio-littéraire : la recherche excessive de l'artifice et surtout la recherche immodeste de la renommée littéraire chez certains jeunes écrivains aux vers médiocres parcourant les salons plutôt que de se consacrer avec intelligence et assiduité à l'écriture, et jouant sur la provocation ou les flatteries pour se faire un nom.  
Elle est considérée comme une très grande poétesse de son époque[réf. nécessaire]. De nombreuses anthologies publiées entre 1820 et 1850 la classent dans les plus grands poètes de toute l'histoire littéraire de la poésie française. Bien que sa renommée soit aujourd'hui oubliée, ses poésies ont inspiré et nourri celles de Marceline Desbordes-Valmore, Alphonse de Lamartine, Victor Hugo, etc.[réf. nécessaire] Elle a entretenu de nombreuses correspondances avec d'autres artistes, comme celle avec son amie Adélaïde-Gillette Dufrénoy, mais seules les lettres que Ducis a écrites à Victoire Babois ont été publiées, lors d'un hommage posthume à ce dernier. 
Sa carrière littéraire s'arrête en 1836, en raison de problèmes médicaux, bien qu'elle eût commencé l'écriture d'une pièce de théâtre, qui n'a pas été retrouvée.

### Décès
Elle repose au cimetière du Père-Lachaise à Paris (27e division), partageant sa tombe avec son amant Jean-Jacques Karpff.

## Publications
- Élégies sur la mort de sa fille âgée de cinq ans, 1804 ; rééd. 1810, 1828.
- Élégie sur la mort de Ducis, membre de l'Institut royal de France, 1816.

## Source
- Domenico Gabrielli, Dictionnaire historique du cimetière du Père-Lachaise XVIIIe et XIXe siècles, Paris, éd. de l'Amateur, 2002, 334 p. (ISBN 2859173463, OCLC 231938472, BNF 38808177).